# Limaboon
De limaboon (Phaseolus lunatus), ook wel wilgenbladboon of olifantsboon genoemd, is een plantensoort uit de vlinderbloemenfamilie (Leguminosae). De limaboon wordt in warme landen gekweekt om zijn eetbare zaden. De boon komt oorspronkelijk uit de Andes en Midden-Amerika.
De limaboon is wereldwijd gedomesticeerd en is voor veel landen van economisch en cultureel belang, zoals Mexico. De soort heeft twee varianten. De wilde variant heet silvester en de gedomesticeerde variant heet lunatus.
Limabonen zijn, net als veel andere peulvruchten, een goede bron van voedingsvezels en een vrijwel vetvrije bron van hoogwaardige eiwitten. Limabonen bevatten zowel oplosbare vezels, die de bloedsuikerspiegel helpen reguleren en het cholesterolniveau verlagen, als onoplosbare vezels, die helpen bij het voorkomen van constipatie en spijsverteringsstoornissen.
Het meest voorkomende mineraal in de limaboon is kalium, gevolgd door calcium, fosfor en magnesium. Wanneer limabonen ontkiemen, wordt meer calcium en fosfor gevormd. Daarnaast zijn de bonen een goede bron van vitamine B6. Rauwe limabonen bevatten het giftige eiwit fytohemagglutinine dat onschadelijk wordt gemaakt bij het koken van de boon.

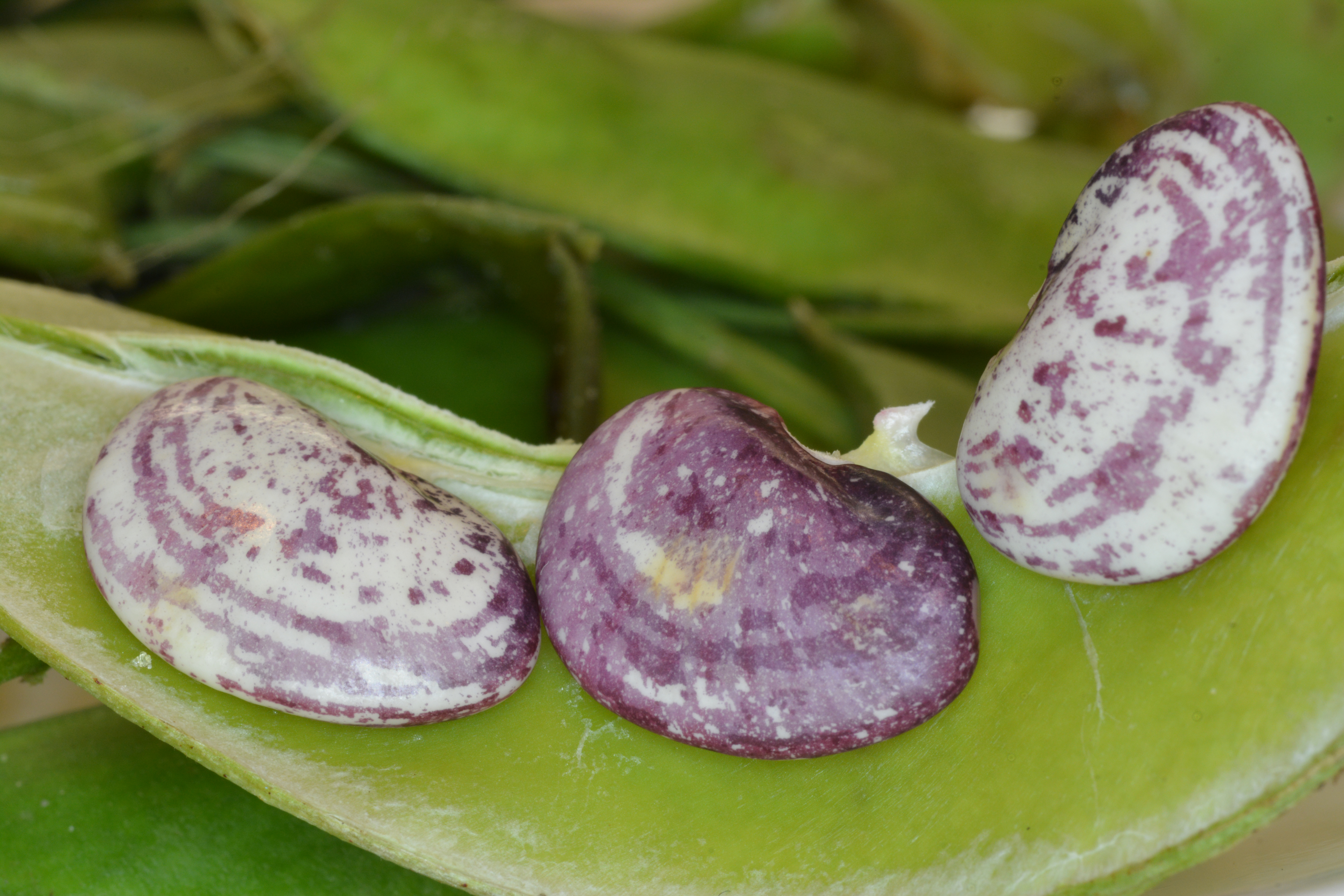
Rauwe limabonen (Speckled butterbeans) uit Jesup (Georgia)
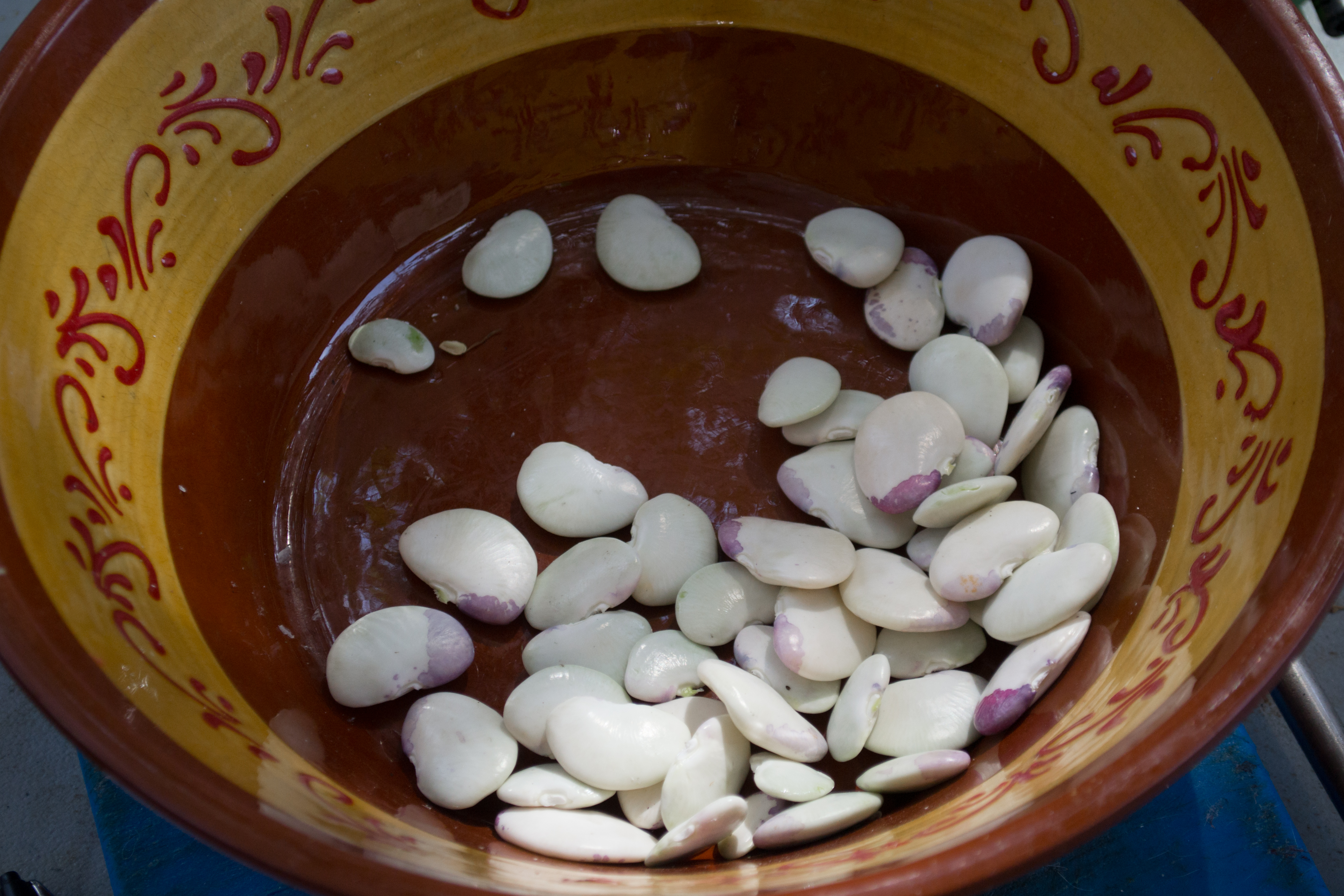
Garrofón-limabonen in Paella de Sueca (paella-wedstrijd)